# Землетрясения в Беринговом море (2010)
Землетрясения магнитудой 6,5 и 6,3 произошли 30 апреля 2010 года последовательно друг за другом, в 23:11:43 (UTC) и в 23:16:28 (UTC) соответственно, в Беринговом море Тихого океана, в 323,4 км и в 328,5 км юго-юго-востоку от ближайшего населённого пункта — посёлка Беринговский в Анадырском районе Чукотского автономного округа России. Гипоцентры землетрясений располагались на глубинах 12,0 и 14,9 км, соответственно.
Землетрясения на суше не ощущались. В результате землетрясений сообщений о жертвах и разрушениях не поступало.

## Тектонические условия региона
Берингов шельф — это широкий континентальный шельф, который лежит между Аляской и российским Дальним Востоком. Его южный край, спокойный сегодня, был сейсмически активным в меловом периоде. В позднем палеоцене и в начале эоцена ориентированный на север тектонический комплекс (Олюторский — Боуэрс) столкнулся с этим активным регионом Дальнего Востока. В результате столкновения активность Берингова шельфа снизилась, и к концу эоцена на юге сформировалась современная Алеутская дугообразная система островов. Эта тектоническая реорганизация привела к спайке комплекса Олюторский — Боуэрс и Северо-Американской плиты.
После этой реорганизации, в позднем среднем эоценовом периоде, образовался ряд правосторонних боковых разломов параллельно активному краю Берингова шельфа. Эти разломы развивались синхронно с движением плиты Кула 43 млн лет назад. Эти разломы образовали большую часть третичных бассейнов и поднятий Берингова шельфа, в том числе Анадырский, Наваринский, Свято-Георгиевский и Северо-Алеутский бассейны, а также поднятие Чёрных холмов на Аляске. Кроме того, сдвиговые сбросы, которые создали эти глубокие бассейны, прекратили свою деятельность после относительно небольшого скольжения. В результате ранняя структура каждого бассейна очень хорошо сохранилась, в отличие от многих бассейнов вдоль Калифорнии, где продолжающееся быстрое движение плит по системе Сан-Андреас усложнило или сделало непонятным раннюю геометрию.
Бассейны Берингова шельфа формировались в три отдельных этапа: в позднем среднем эоценовом периоде довольно пластичная фаза деформации началась в зоне простого сдвига шириной 300 км вдоль внешнего Берингова шельфа, отмеченной в основном ступенчатыми складками и локальной субаэрационной эрозией, а также незначительными дугообразными ступенчатыми разрезами. Этот пояс эшелонированной складчатости простирается в недрах, параллельных краю шельфа, на протяжении более 1400 км между полуостровом Аляска и Дальним Востоком; вскоре после этого, в позднем эоцене, появились сдвиговые сбросы регионального масштаба, сопровождаемые деформацией земной коры между разломами и вокруг них. Эта деформация привела к оседанию бассейна и поднятиям во время позднего эоцена и миоцена; в плиоцене сдвигово-сбросовая активность ослабла и, наконец, прекратилась; произошло медленное региональное проседание и локальный отскок.
Отсутствие разрывных нормальных сбросов на концах бассейнов и плавный прогиб коры позволили учёным предположить, что бассейны были созданы эластопластическим растяжением и утончением, а не хрупким растяжением. Отсутствие значительных гравитационных и тепловых аномалий указывает на то, что этот процесс, вероятно, в основном внутрикоровый. Геометрические закономерности оседания Наваринского бассейна согласуются с результатами моделирования упругих дислокаций.
Бассейн Нортона, который находится во внутренней части Берингова шельфа, связан с ударным движением на разломе Калтаг. Смещение горных пород в эоцене вдоль этого разлома вызвало развитие широкой зоны ступенчатых складок в прилегающем бассейне Юкон-Коюкук, а также под бассейном Нортона. Как и во внешних бассейнах Берингового шельфа, проседание в бассейне Нортона сопровождалось дальнейшей сбросо-сдвиговой деятельностью и следовало за эрозионным усечением многих эшелонированных складок под бассейном.